# Musée social

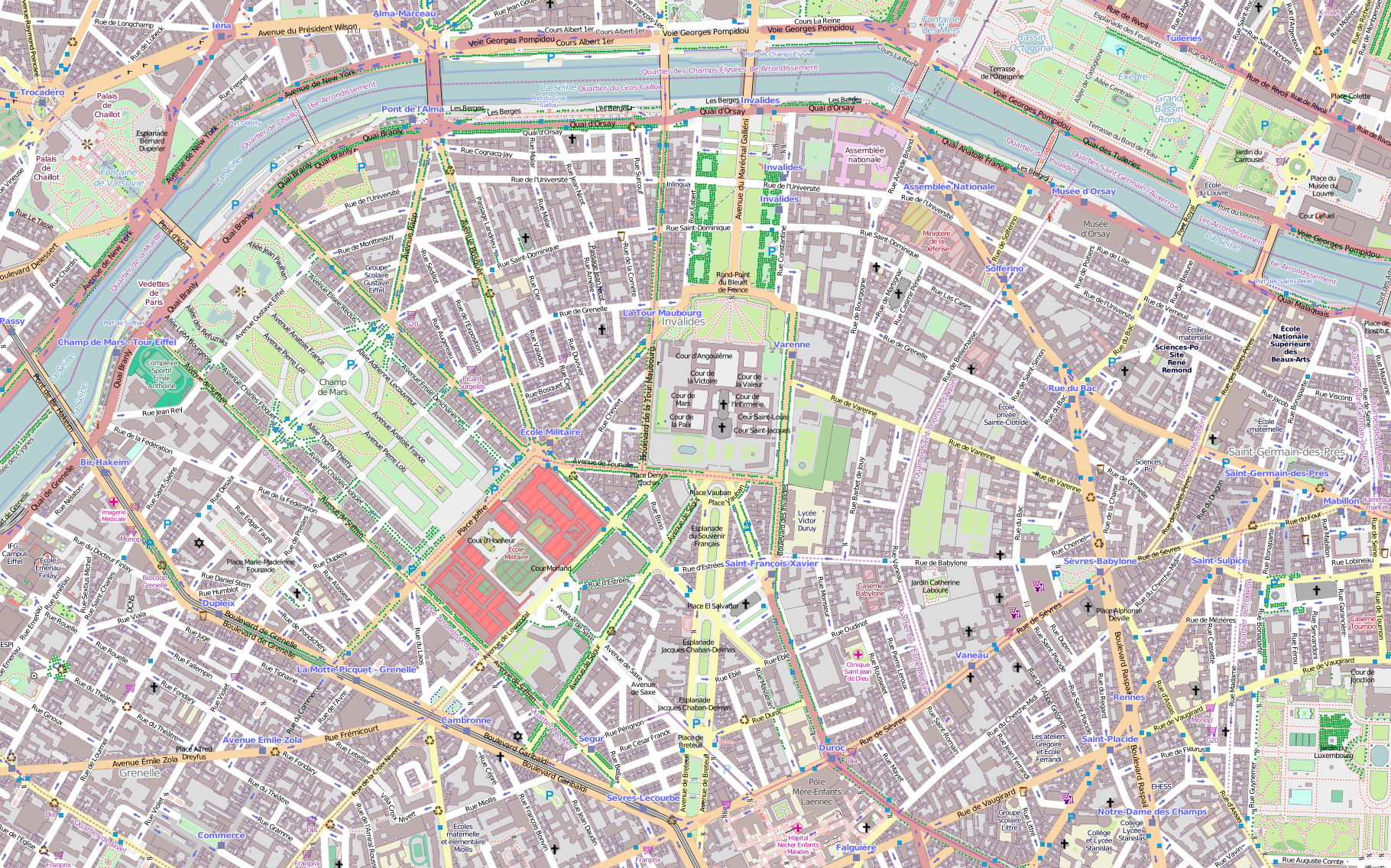
7. Arrondissement von Paris

Das Musée social (Sozialmuseum), heutiger Name CEDIAS-Musée social (Centre d’études, de documentation, d’information et d’action sociales) ist ein französischer Think-Tank. Es wurde 1894 in Paris, 5 rue Las-Cases, 7. Arrondissement, als gemeinnützige private Stiftung gegründet. Ziel war die dauerhafte Aufbewahrung und Ausstellung der Dokumente des Pavillons für Sozialökonomie der Weltausstellung von 1889, der von Frédéric Le Play mit Émile Cheysson als Sekretär eingerichtet und geleitet wurde.

## Gründung
Die Gründung dieser Stiftung wurde möglich, weil insbesondere Jules Siegfried, Léon Say und Émile Cheysson auf den Grafen Aldebert de Chambrun trafen, der sein Vermögen der Stiftung widmete. Siegfried war Präsident, Cheysson und Charles Robert fungierten als Vizepräsidenten.
Trotz seines irreführenden Namens war das Sozialmuseum von Anfang an ein echtes Forschungsinstitut. Es gliederte sich in Abteilungen (Industrie, Landwirtschaft, Versicherungsvereine auf Gegenseitigkeit …), eine allgemein zugängliche Fachbibliothek, Studien- und Forschungsabteilungen (städtische und ländliche Hygiene, Sozialversicherungen, Arbeitgeber-, Genossenschafts- und Arbeiterinstitutionen, Landwirtschaft …), organisierte kostenlose öffentliche Vorträge und einen Auskunftsdienst. Vor 1914 wurde das Sozialmuseum als „Vorzimmer der Kammer“ bezeichnet, da es bei der Vorbereitung bestimmter Sozial- und Städtebaugesetze eine wichtige Rolle spielte. Viele Vereine und Genossenschaften hatten hier ihren Sitz oder hielten hier zahlreiche Kongresse ab.
Das Musée social hatte Ende des 19. und Anfang des 20. Jahrhunderts einen großen Einfluss auf die Entwicklung von Ideen und die Verbreitung von Erfahrungen im sozialen Bereich mit dem Ziel eines „sozialen Friedens“, der von Frédéric Le Play als Alternative zu den revolutionären Vorschlägen der Zeit propagiert wurde. Viele Historiker sind der Ansicht, dass der französische Wohlfahrtsstaat auf die Arbeit des Musée social zurückgeht.

## Entstehung der Stadtplanung
Das Musée social spielte auch eine wichtige Rolle bei der Entstehung der Stadtplanung und der Ausarbeitung der ersten Städtebaugesetze nach dem Ersten Weltkrieg, der Cornudet-Gesetze von 1919 und 1924, sowie bei der Einführung des Gartenstadtmodells in Frankreich, das von Ebenezer Howard erfunden und umgesetzt wurde. Mitglieder des Musée social waren auch die treibende Kraft bei der Gründung der Société française des urbanistes (Französische Gesellschaft der Stadtplaner, SFU) im Jahr 1911, deren erster Sitz sich in der Rue Las-Cases befand.

## Sozialer Wohnungsbau
Das Sozialmuseum beherbergte von Anfang an die wichtigsten Akteure der Entwicklung des sozialen Wohnungsbaus und insbesondere der HBM-Bewegung (Habitation à bon marché, Billiger Wohnraum): Emile Cheysson, Jules Siegfried, Henri Sellier usw.

## Zusammenarbeit
Seit seiner Gründung hat das Musée social die Genossenschaftsbewegung aktiv unterstützt. Der Graf von Chambrun finanzierte mehrere Genossenschaftsalmanache, die von Charles Gide und den französischen Konsumgenossenschaften herausgegeben wurden. Im Jahr 1896 finanzierte das Sozialmuseum den zweiten Kongress des Internationalen Genossenschaftsbundes und richtete ihn in seinem großen Versammlungssaal aus. Mehrere Persönlichkeiten des französischen Genossenschaftswesens waren Mitglieder des Musée social: Charles Gide, Achille Daudé-Bancel (Sekretär der Fédération nationale des coopératives de consommation), Edmond Briat (Generalsekretär der Chambre consultative des associations ouvrières de production), Charles Robert und andere.
1964 waren die Leiter der SCOP und der FNCC noch im Vorstand des Sozialmuseums.

## Solidaritätsprinzip
Das Musée social war 1902 der Auslöser für die Gründung der Fédération nationale de la mutualité française (Nationale Vereinigung der französischen Gegenseitigkeit). Léopold Mabilleau, der damalige Direktor des Musée social, wurde der erste Präsident der Mutualité française, die ihren Sitz bis Anfang der 1920er Jahre in der Rue Las-Cases hatte. Auch die Caisse régionale du Crédit agricole d’Île-de-France hatte hier ihren ersten Sitz. Bereits 1896 fand der zweite Kongress der Association Coopérative Internationale (Internationale Genossenschaftsvereinigung) statt, der vom Comte de Chambrun finanziert wurde.

## Feministische Bibliothek
Die Feministin Eliska Vincent trug eine umfangreiche Bibliothek über den Feminismus und die Kommunarden zusammen. Als sie 1914 starb, vermachte sie ihre Sammlung dem Musée social, in der Hoffnung, dass dort ein feministisches Institut eingerichtet würde. Das Museum richtete 1916 eine Abteilung für Frauenstudien ein, aber trotz der Bemühungen von Marguerite Durand und Maria Vérone, den Verwalterinnen von Vincents Nachlass, nahm das Museum das Archiv nicht an. Der Nachlass, der schätzungsweise 600.000 Dokumente umfasste, wurde 1919 abgelehnt. Der Grund dafür waren die Kosten für die Begleichung ausstehender Steuerschulden. Vincents Sammlung verschwand und wurde wahrscheinlich vernichtet.

## Internationaler Austausch
Unter dem Namen „Le Studio franco-russe“ wurden in zwei Blöcken von November 1929 bis Mai 1930 und von November 1930 bis April 1931 im großen Saal des Musée social (300 Plätze) Vorträge und öffentliche Debatten organisiert, um den Kontakt zwischen der russischen Emigration und der französischen Intellektuellengemeinschaft zu fördern. Zu den russischen Rednern gehörten unter anderem Nicolas Berdjajew, Wladimir Weidlé und Nina Berberowa; zu den französischen Louis Martin-Chauffier, Benjamin Crémieux und Jacques Maritain. Russische Schriftsteller, die durch die Revolution aus ihrer Heimat vertrieben worden waren, konnten sich so bei ihren französischen Kollegen Gehör verschaffen und Kontakte knüpfen. Die Texte der Vorträge wurden in den Cahiers de la Quinzaine veröffentlicht.
Das 1957 gegründete Ateneo iberoamericano de Paris (Ibero-Amerikanisches Athenaeum in Paris), das sich am Sitz des Musée social befindet, ist ein mit der spanischen Diaspora in Frankreich verbundenes Kulturzentrum. Es hat auch portugiesische und lateinamerikanische Exilanten aufgenommen.

## Entwicklung
1963 fusionierte das Sozialmuseum mit dem Office central des œuvres de bienfaisance (Zentralstelle für Wohlfahrtspflege) zum CEDIAS-Musée social (Centre d’études, de documentation, d’information et d’action sociales), das bis heute besteht. Neben der Sozialgeschichte befasst sich die Stiftung heute mit der zeitgenössischen Sozialarbeit. Ihre Aufgabe ist es, durch die Förderung von Studien, Austausch, Information und Dokumentation die Reflexion über die Sozialarbeit und die großen sozialen Probleme zu fördern. Die Bibliothek umfasst ca. 100.000 Bände (Monographien und Zeitschriften) und ist das Gedächtnis der Sozialarbeit, der Sozialwirtschaft und der Sozialgeschichte. Der Altbestand (von 1894 bis 1964) der Bibliothek ist seit 2008 als „Historisches Archiv“ eingestuft.

## Galerie

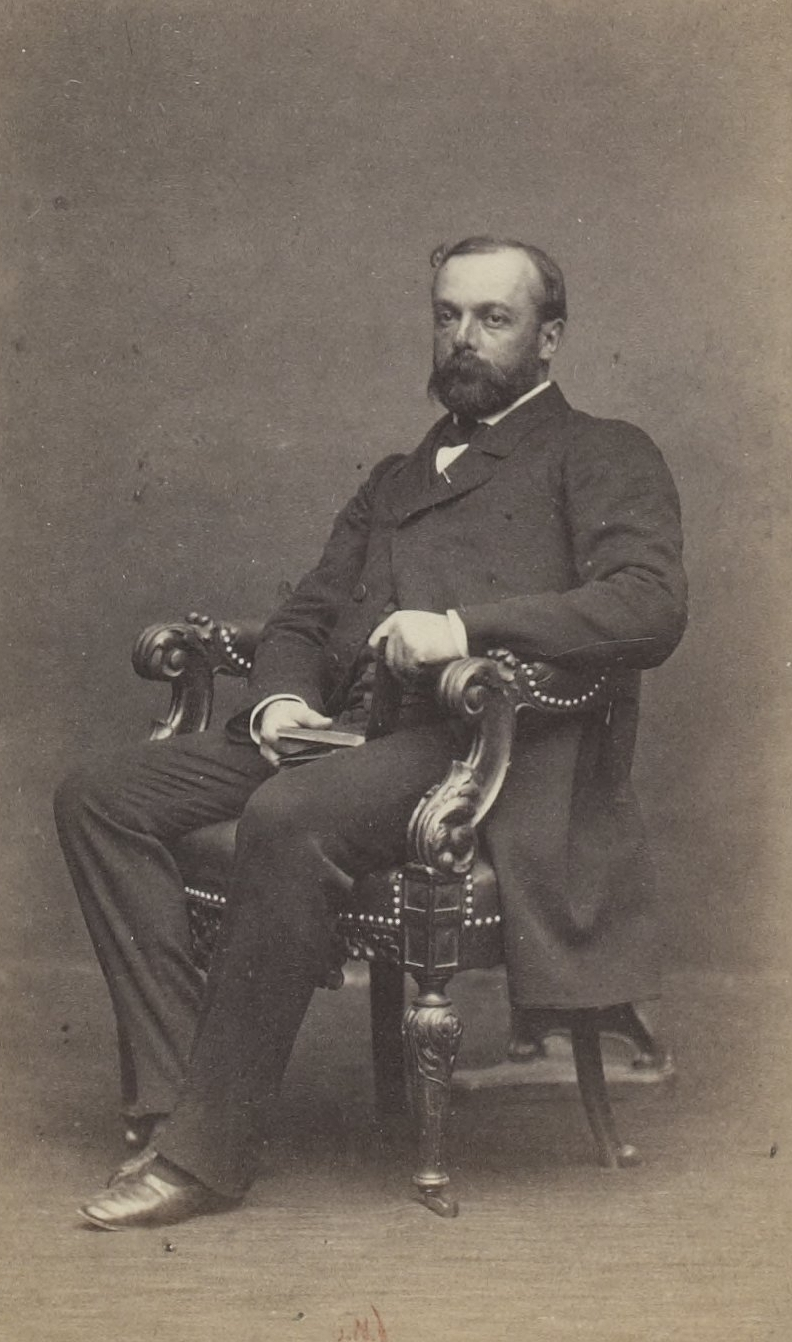
Aldebert de Chambrun
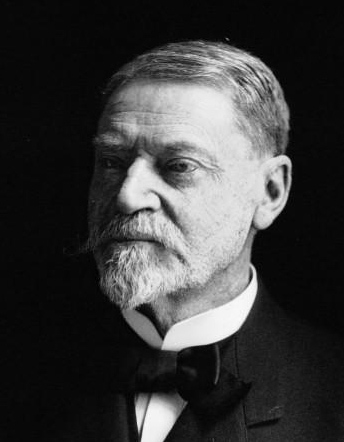
Jules Siegfried
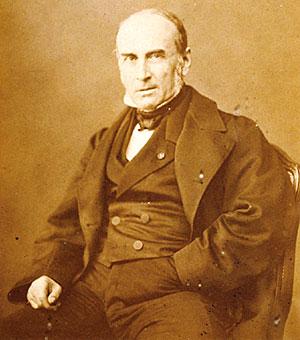
Frederic Le Play
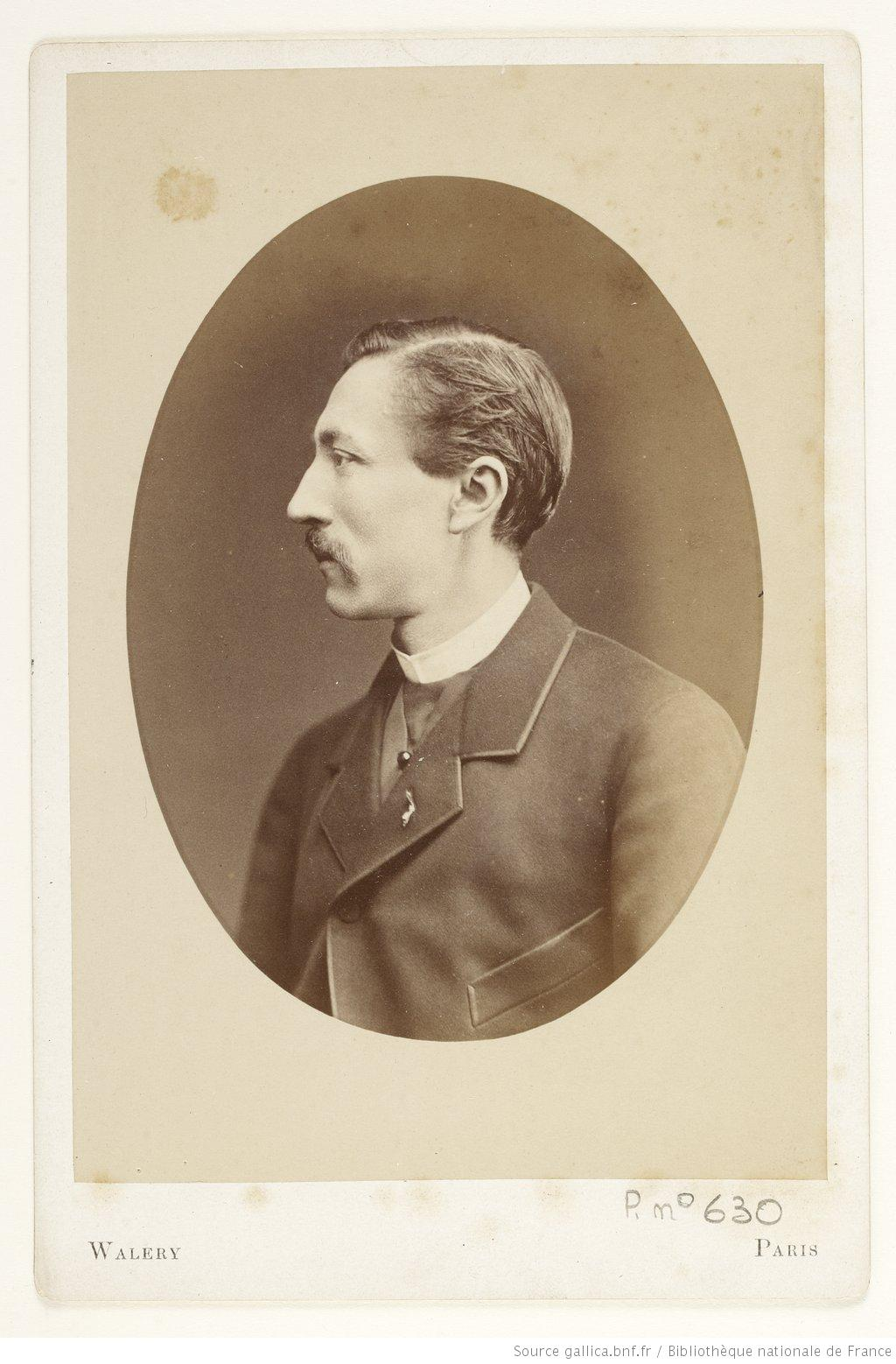
Emile Cheysson